# O carro e o home
O carro e o home és una pel·lícula documental en blanc i negre dirigida per Antonio Fernández-Román i escrita entre Xaquín Lorenzo i el propi Antonio Román. Va ser rodada el 1940 i estrenada el 1945. Finalitzat el rodatge, la pel·lícula va quedar sense sonoritzar i l'original va estar perduda molts anys. Xaquín Lorenzo va guardar una còpia a Ourense, que es va restaurar i sonoritzar en 1980 gràcies a l'impuls d'Eloy Lozano i la col·laboració del Museu del Poble Gallec. Carlos Serrano de Osma sonoritzà una altra còpia pel seu compte en 1945.
És un relat de la vida del carro gallec, en la qual intervenen veïns del llogaret de Facós, a l'ajuntament ourensà de Lobeira. Xaquín Lorenzo i Antonio Román s'acosten a la vida en el rural a través del carro, un símbol de la cultura material gallega.

## Argument
El carro representa més que un transport de labor a la Galícia rural. Formava part del treball, de la cultura, del paisatge i de l'oci dels llauradors. Així, es mostra el cicle de vida d'un carro des de la seva construcció fins a la seva "mort", a més d'altres tasques de la vida quotidiana del llogaret com la trilla o la confecció del lli.

## Producció
El film es va fer amb pocs mitjans, aprofitant que Antonio Román tenia la seva pròpia càmera i una petita moviola a la casa. Tenia un pressupost de 8.000 ptes (48 euros) que es van invertir per a portar al laboratori els 100 plans dels quals es compon.

## Guardons
- 1945: Sindicat Nacional de l'Espectacle.[2]